# سید محمد حسینی (مترجم)
سید محمد حسینی (متولد ۱۳۱۵) مترجم ایرانی، پژوهشگر زبان و ادبیات عربی و استاد دانشگاه علامه طباطبایی است. او برای ترجمهٔ کتاب نامه‌ها و پیمان‌های سیاسی حضرت محمد (ص) و اسناد صدر اسلام برگزیدهٔ کتاب سال ایران شد.